# Druklassen
Tot het druklassen behoort een groep van lasmethoden waarbij de voorwerpen die aaneengelast moeten worden, krachtig tegen elkaar gedrukt worden en doorgaans ook worden verhit.
Tot deze groep behoort historisch gezien de oudst bekende vorm van lassen: wellen of smeden genaamd. Deze methode vindt haar oorsprong in het smidsvuur. Het door hitte in een deegachtige toestand gebrachte metaal wordt vervolgens onder druk van hamerslagen aan elkaar gelast.

## Koud-/warmdruklassen
Men onderscheidt kouddruklassen en warmdruklassen:
- Bij kouddruklassen worden werkstukken zonder toevoeging van warmte, dus alleen onder invloed van (zeer grote) druk aan elkaar gelast. Dit procedé wordt tegenwoordig nog maar weinig toegepast.
- De volgende soorten warmdruklasprincipes worden beschreven:
  - Ultrasoon lassen
  - Wrijvingslassen
  - Wrijvingsroerlassen
  - Explosielassen
  - Magnetisch pulslassen
  - Diffusielassen
  - Gasdruklassen
  - Smeden
  - Stiftlassen/boutlassen (Dit is overigens geen zuiver druklasproces maar een combinatie van druklassen en booglassen.)
  - Bij het sinteren treden ook druklassen op tussen poederkorrels. Dit is dus als een warmdruklasproces te beschouwen.